# Olivetti Echos P75

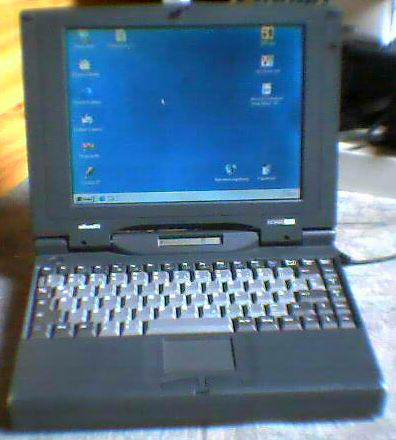
Olivetti Echos P75

Olivetti Echos P75 è un computer portatilek della Olivetti prodotto nel 1994.

## Dati Tecnici
- Anno: 1994
- Microprocessore: intel Pentium I 75 MHz Socket 5
- Coprocessore matematico: sì
- Cache: 8 KB di RAM statica
- RAM: Da 4 a 24 MB (aggiornabile)+ internet incorporato ad usb
- Scheda grafica: Chips & Tech 65545 1MB di memoria
- Scheda audio: ESS Technology AudioDrive ES1688F
- Display: Schermo LCD, Dimensione 10,4", Risoluzione 640x480 VGA – 16,7 Milioni di colori, a Matrice passiva – dual scan(DSTN), Retroilluminato
- Disco rigido: ATA-IDE, 512MB
- Floppy Disk: Standard 3,5" Dischetti da 1,4 MB di memoria
- Connessioni: VGA, Porta parallela(LPT), Porta seriale, PS/2, Attacco per Dockstation
- PCMCIA: 2 x 16 Bit 5V
- Tastiera: IT Olivetti
- Mouse: Touchpad
- Batteria ricaricabile: Capacità ca. 2.800 mAh
- Altoparlanti: 2 x Altoparlanti Stereo / PC-Speaker